# Mistrzostwa Świata Juniorów w Narciarstwie Klasycznym 1984
Mistrzostwa Świata Juniorów w Narciarstwie Klasycznym 1984 – zawody sportowe, które odbyły się w dniach 3–5 lutego 1984 r. w norweskim Trondheim. Podczas mistrzostw zawodnicy rywalizowali w 7 konkurencjach, w trzech dyscyplinach klasycznych: skokach narciarskich, kombinacji norweskiej oraz w biegach narciarskich. W tabeli medalowej zwyciężyła reprezentacja gospodarzy, której zawodnicy zdobyli 2 złote i 3 srebrne medale.
Po raz pierwszy rozegrano drużynową rywalizację w kombinacji norweskiej.

## Program
3 lutego
- Biegi narciarskie - 5 kilometrów (K), 15 kilometrów (M)
- Kombinacja norweska - skocznia normalna, 15 kilometrów indywidualnie (M)

4 lutego
- Skoki narciarskie - skocznia normalna indywidualnie (M)
- Kombinacja norweska - skocznia normalna, 3x5 kilometrów drużynowo (M)

5 lutego
- Biegi narciarskie - sztafeta 3x5 kilometrów (K), 3x5 kilometrów (M)

## Medaliści

### Biegi narciarskie
Mężczyźni
| Konkurencja            | Data          | Złoto                                                            | Srebro                                          | Brąz                                                       |
| ---------------------- | ------------- | ---------------------------------------------------------------- | ----------------------------------------------- | ---------------------------------------------------------- |
| Bieg na 15 km          | 3 lutego 1984 | Holger Bauroth                                                   | Władimir Smirnow                                | Ołeksandr Uszkałenko                                       |
| Bieg sztafetowy 3x5 km | 5 lutego 1984 | ZSRR Giennadij Łazutin · Ołeksandr Uszkałenko · Władimir Smirnow | NRD Uwe Leipold · Jens Lautner · Holger Bauroth | Szwajcaria Hanspeter Furger · Jeremias Wigger · Jürg Capol |

Kobiety
| Konkurencja            | Data          | Złoto                                                      | Srebro                                                     | Brąz                                                |
| ---------------------- | ------------- | ---------------------------------------------------------- | ---------------------------------------------------------- | --------------------------------------------------- |
| Bieg na 10 km          | 3 lutego 1984 | Anfisa Romanowa                                            | Hilde Pedersen                                             | Tamara Wołkowa                                      |
| Bieg sztafetowy 3x5 km | 5 lutego 1984 | Norwegia Marit Elveos · Bente Meisingseth · Hilde Pedersen | ZSRR Swietłana Nikitina · Tamara Wołkowa · Anfisa Romanowa | NRD Manuela Drescher · Silke Meyer · Antje Misersky |

### Skoki narciarskie
Mężczyźni
| Konkurencja                       | Data          | Złoto           | Srebro      | Brąz           |
| --------------------------------- | ------------- | --------------- | ----------- | -------------- |
| Skocznia normalna - indywidualnie | 4 lutego 1984 | Martin Švagerko | Janez Štirn | Miroslav Polák |

### Kombinacja norweska
Mężczyźni
| Konkurencja                                      | Data          | Złoto                                        | Srebro                                                     | Brąz                                                       |
| ------------------------------------------------ | ------------- | -------------------------------------------- | ---------------------------------------------------------- | ---------------------------------------------------------- |
| Skocznia normalna, bieg na 15 km - indywidualnie | 3 lutego 1984 | Geir Andersen                                | John Riiber                                                | Klaus Sulzenbacher                                         |
| Skocznia normalna, bieg na 3x5 km - drużynowo    | 4 lutego 1984 | NRD Jens Wagler · Heiko Hunger · Silvio Memm | Norwegia John Riiber · Geir Andersen · Trond-Arne Bredesen | ZSRR Fidel Tierientjew · Allar Levandi · Siergiej Zawjałow |

## Tabela medalowa
| Klasyfikacja medalowa | Klasyfikacja medalowa | Klasyfikacja medalowa | Klasyfikacja medalowa | Klasyfikacja medalowa | Klasyfikacja medalowa |
| Lp.                   | Państwo               | złoto                 | srebro                | brąz                  | złoto · srebro · brąz |
| --------------------- | --------------------- | --------------------- | --------------------- | --------------------- | --------------------- |
| 1.                    | Norwegia              | 2                     | 3                     | 0                     | 5                     |
| 2.                    | ZSRR                  | 2                     | 2                     | 3                     | 7                     |
| 3.                    | NRD                   | 2                     | 1                     | 1                     | 4                     |
| 4.                    | Czechosłowacja        | 1                     | 0                     | 1                     | 2                     |
| 5.                    | Jugosławia            | 0                     | 1                     | 0                     | 1                     |
| 6.                    | Austria               | 0                     | 0                     | 1                     | 1                     |
| 6.                    | Szwajcaria            | 0                     | 0                     | 1                     | 1                     |